# Vsevolod Zaderatski
Vsevolod Petrovitsj Zaderatski (Russisch: Всеволод Петрович Задерацкий) (Rivne, Oekraïne, 21 december 1891 – Lviv, 1 februari 1953) was Oekraïens componist en pianist. Als slachtoffer van de Stalinistische repressie is hij tijdens zijn leven nooit erkend. Zijn vroege composities zijn vernietigd, zijn latere werk is (tijdens zijn leven) niet uitgegeven.

## Levensloop
Zaderatski werd geboren op 21 december 1891. Zijn vader was een hoge officier bij de spoorwegen, zijn moeder kwam uit een verarmde Poolse aristocratische familie. Na zijn afstuderen aan de middelbare school in Koersk studeerde hij piano, compositie en orkestdirectie aan het Conservatorium van Moskou. Ook studeerde hij rechten aan de universiteit van Moskou, hij behaalde in 1916 het diploma jurisprudentie. In 1915 en 1916 heeft hij pianolessen gegeven aan de tsarevitsj Aleksej Nikolajevitsj. Hij moest zijn studie aan het conservatorium in 1916 onderbreken omdat hij werd gemobiliseerd voor het leger tijdens de Eerste Wereldoorlog, waarna de Russische Revolutie begon. Van 1918 tot 1920 diende hij in het vrijwillige leger van Anton Denikin. Na de oorlog zette hij zijn studie aan het conservatorium voort onder Michail Ippolitov-Ivanov en Sergej Tanejev, en hij is afgestudeerd in 1923. Vanaf het midden van de jaren 1920 woonde hij in Rjazan en heeft hij opgetreden als pianist.
In 1926 werd hij gearresteerd en werd al zijn werk vernietigd. In 1929 kreeg hij toestemming om te wonen en te werken in Moskou, en in 1930 kreeg hij de positie van de componist aan de All-Union Radio. Ook werd hij lid van de Vereniging voor Hedendaagse Muziek (ACM), waar ook Dmitri Sjostakovitsj lid van was. Leden van de ACM werden vaak tegengewerkt of onderdrukt, zoals ook Aleksandr Mosolov. In 1934 werd Zaderatski door de Goelag verbannen naar Jaroslavl, waar hij in maart 1937 werd gearresteerd en naar het kamp Sevvostlag werd gezonden. In juli 1939 werd hij vrijgelaten uit Sevvostlag en in het begin van 1940 woonde hij weer in Jaroslavl.
Aan het begin van de Tweede Wereldoorlog werd Zaderatski met zijn familie geëvacueerd naar de stad Merke in de Kazachse SSR. Vanaf 1945 woonde hij in Zjytomyr, keerde terug naar Jaroslavl, en was een afgevaardigde bij de eerste congres van de Bond van Sovjetcomponisten in 1948. Van 1949 tot aan zijn dood woonde hij in Lviv, waar hij les gaf aan het conservatorium.  Hij stierf in de nacht van 1 februari 1953 aan een hartaanval.

## Composities
Overgeleverd zijn werken van 1928 tot 1953. Werk gecomponeerd voor 1928 is vernietigd tijdens zijn eerste arrestatie.

### Werken voor piano
- zes sonates tussen 1928 en 1941
- een aantal cycli (Miniaturen, Micro-lyrieken, China-cups, Legendes, Front, het Vaderland, 6 stukken voor kinderen)
- een cyclus van 24 preludes in alle toonaarden (1934)
- een cyclus van 24 preludes en fuga's in alle toonaarden (1937-1938)
- twee pianoconcerten voor kinderen (1948-1949)

### Overige werken
- twee opera's, voor radio-uitzending (deze zijn echter, tijdens zijn leven, nooit uitgezonden)
- twee symfonieën
- een vioolconcert (onafgemaakt - Zaderatski stierf tijdens de afronding van de orkestratie)
- een concert voor Domra
- een aantal symfonische gedichten en symfonieën, waaronder een aantal kamersymfonieën voor negen instrumenten (1940)
- een suite voor een orkest van traditionele instrumenten
- een aantal stukken voor koor en orkest
- meer dan 100 liederen, vooral op de hedendaagse Russische teksten van dichters

### De 24 preludes en fuga's
De omstandigheden waaronder de 24 preludes en fuga's (1937-1938) zijn gecomponeerd zijn opmerkelijk. Deze cyclus schreef hij tijdens zijn internering in Sevvostlag. Hij componeerde het werk zonder piano, en hij moest binnengesmokkelde telegramformulieren gebruiken om zijn composities te kunnen noteren. Deze cyclus is gecomponeerd naar het voorbeeld van Das wohltemperierte Klavier van Johann Sebastian Bach.